# Ichnanthus cordatus
Ichnanthus cordatus là một loài thực vật có hoa trong họ Hòa thảo. Loài này được Ekman mô tả khoa học đầu tiên năm 1911.